# Nanling
Nanling (chiń. upr. 南陵县; chiń. trad. 南陵縣; pinyin Nánlíng Xiàn) – powiat w południowej części prefektury miejskiej Wuhu w prowincji Anhui w Chińskiej Republice Ludowej. Liczba mieszkańców powiatu, w 2010 roku, wynosiła 404 278.